# 玉水橋
| 京都府道65号標識 |

玉水橋（たまみずばし）とは、京都府京田辺市と綴喜郡井手町間の木津川に架かる橋である。

## 概要
京都府道65号生駒井手線に架かる長さ474.5m、幅23mの道路橋である。下玉川橋を挟んだ東側で国道24号に接続している。現在の玉水橋は2003年に開通した3代目で、初代から数えると100年以上の歴史を誇っている。中央分離帯付きで、制限速度は40km/hである。
- 橋長 - 474.5m
- 幅員 - 23m
- 車線数 - 4車線
- 完成 - 2003年12月6日

## 沿革
1904年（明治37年）に綴喜郡三山木村と井手村を結ぶ橋としてこの地に玉水橋が架けられた。木造の橋であったが、1917年（大正6年）9月の水害（大正洪水）により一部流失。そのため、再び木造の橋として修復されたが、この修復工事を架け替えと記述している文献も存在する。
1953年（昭和28年）には京都府南部で発生した集中豪雨により多大な被害がもたらされた南山城水害で再び流失している。南山城水害では大量の流木が橋の上流部にかかり、8月15日午前4時半頃、橋の2か所が流失して3つに分断され、その後も昼過ぎまで決壊・流失部を拡大させ、午後にはほとんどが流失した。
その後流失した玉水橋の再建が行われ、1956年（昭和31年）11月13日、鉄筋コンクリート製の橋脚・鋼製の橋げたを持つ橋として復旧された。
現在の玉水橋は、1995年度に着工して2003年12月6日に開通した。以前の橋は老朽化が進み、幅が5.5mと狭く歩行者にとって危険であったが、幅員はこれまでの約4倍の23mとより広く安全な橋となった。両側には3mの歩道が設けられ、車道も中央分離帯付きの4車線となった。事業は府によって進められ、架け替え事業の総事業費は約83億円。橋げたの塗装は水色が踏襲されている。

### 年表
- 1904年（明治37年） - 初代玉水橋が開通
- 1917年（大正6年）9月 - 水害により一部流失。再架設される
- 1953年（昭和28年）8月15日 - 南山城水害により、流失
- 1956年（昭和31年）11月13日 - 2代目玉水橋が開通
- 1982年（昭和57年）4月1日 - 主要地方道生駒井手線に指定（奈良県は同年12月24日認定、京都府は1983年2月1日認定）。
- 1995年（平成7年） - 架け替え事業開始
- 2003年（平成15年）12月6日 - 3代目玉水橋が開通
- 2005年（平成17年） - 2代目玉水橋の撤去工事が完了

## 近隣の施設
- 井手町役場

## 上流・下流の橋
- 山城大橋（玉水橋の約3km下流にかかる道路橋）
- 開橋（玉水橋の約3.5km上流にかかる道路橋）